# Theorica (chi bướm)
Theorica là một chi bướm đêm thuộc phân họ Tortricinae của họ Tortricidae.

## Các loài
- Theorica lamyra (Meyrick, 1911)
- Theorica secunda Kuznetzov, 1997